# Khuen-Héderváry család
A hédervári gróf Khuen-Héderváry család egy napjainkra már kihalt magyar főnemesi család.

## A család első tagja
1873. december 23-án elhunyt Loósi és Héderváry gróf Viczay Héder a Viczay család utolsó tagja, a Héderváry család leszármazottja. Végrendelete értelmében legközelebbi rokona Belasi gróf Khuen Károly örökölte a vagyonát, kötelezve a Héderváry név felvételére.
 
1874. december 5-én kelt királyi határozat engedélyezte Belasi gróf Khuen Károlynak hogy felvegye a Khuen-Héderváry családnevet, illetve Belasi előneve helyett a Hédervári előnevet használja.

Hédervári gróf Khuen-Héderváry Károly (1849. május 23. – 1918. február 16.) Loósi és Hédervári gróf Viczay Mihálynak (1757–1831) volt a dédunokája.

A Főrendiház örökös tagja, császári és királyi kamarás. Országgyűlési képviselő, majd Győr vármegye főispánja, 1883 és 1903 között horvát bán. Két ízben miniszterelnök. 1883-tól valóságos belső titkos tanácsos, 1891-től az Aranygyapjas rend lovagja. Két évig a Király személye körüli miniszter. 1910-től a Szent István rend nagykeresztes lovagja. 1915-től a Magyar Tudományos Akadémia tiszteleti tagja. Az I. osztályú Vaskora rend tulajdonosa.

Átépítette a hédervári kastélyt.

Széki gróf Teleki Margittal (1860–1922) való házasságából két fia született.

## Khuen-Héderváry Sándor

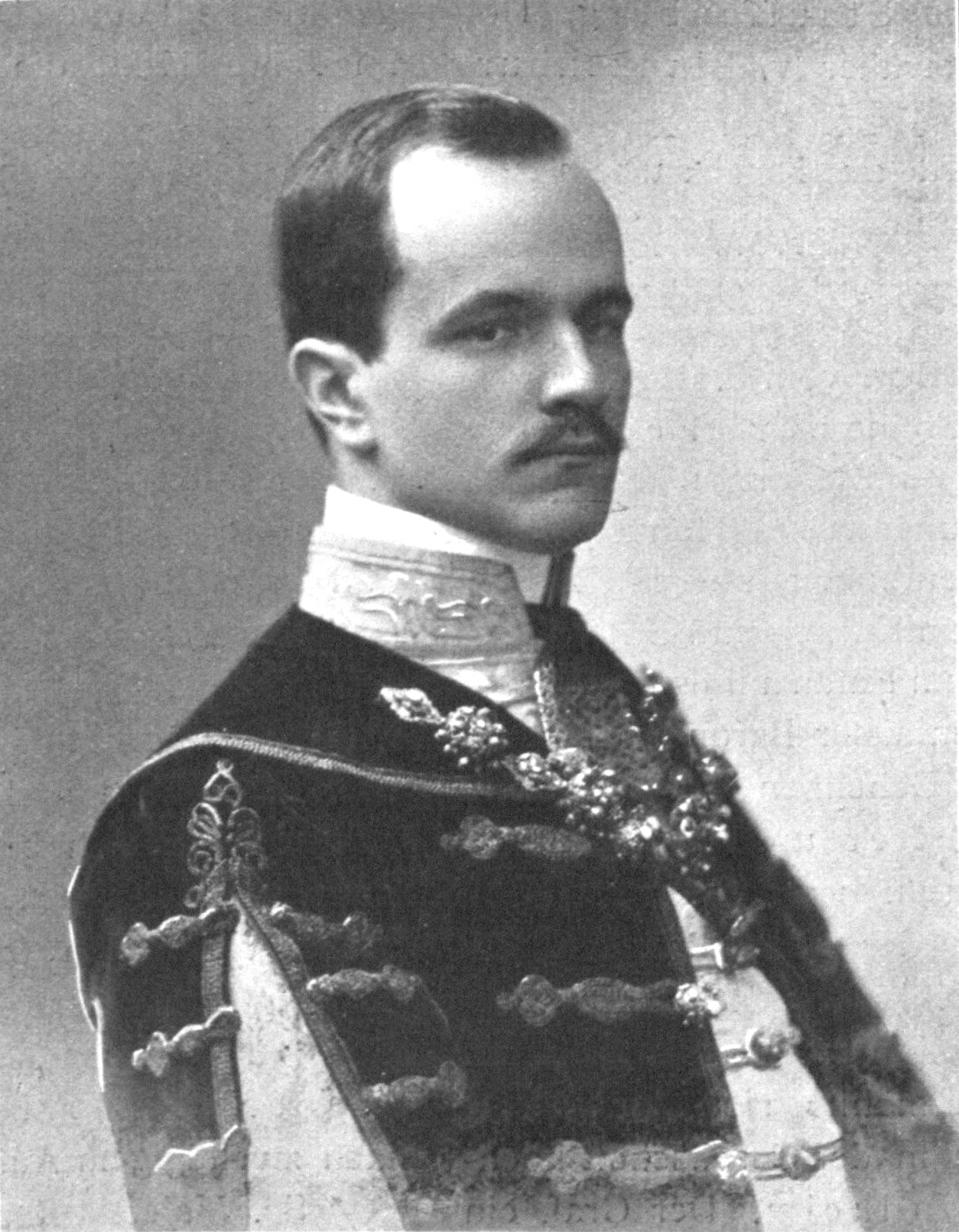
Khuen-Héderváry Sándor

1881. június 16-án született. Császári és királyi kamarás, magyar királyi titkos tanácsos, hivatásos (karrier) diplomata.

1905–1907 között Bukarestben attasé, 1908–1910 között Madridban követségi titkár. 1910–1912 között Londonban, 1912–1918 között Berlinben titkár. 1918-ban II. osztályú , míg 1919-ben I. osztályú követségi tanácsos.

Elnyerte a III. osztályú Vaskora rendet, illetve a Ferenc József rend lovagkeresztjét.

1919–1925 között a Külügyminisztérium politikai osztályának főnöke. Szorgalmazta a diplomáciai kapcsolatok felvételét a Szovjetunióval. A magyar külügyi szolgálat megszervezője.

1925. október 25-től rendkívüli követ és meghatalmazott miniszter címmel a Külügyminiszter állandó helyettese.

1933 és 1941 között Magyarország párizsi követe.

Feleségül vette az elvált Alsóeöri Farkas Annát (1892-?). Gyerekük nem született.

1927-ben öccsével együtt 11.694 magyar hold nagyságú birtokuk volt.

1946. szeptember 8-án látták utoljára élve. Holttestét 1947 februárjában találták meg Szentendre mellett a Dunában.

## Khuen-Héderváry Károly
1888. december 16-án született. Pozsonyban jogi, Budapesten államtudományi egyetemet végzett.
 
1914-1918 közt huszár főhadnagy az orosz és román fronton. Megkapta a II. osztályú német vaskeresztet, és a kardokkal díszített bronz és ezüst signum laudis-t.

1922 novemberétől főcserkész. A felső dunántúli mezőgazdasági kamarák és a Szigetközi Árvízmentesítő Társulat elnöke. A Felsőház tagja.

1943-ban vagyona értéke 2.297.389 pengő, éves jövedelme 157.690 pengő volt.

Első felesége Nemes Margit (1905-?) volt. 1959-ben feleségül vette Lidelof Sarolta bárónőt. Egyik házasságból sem született gyereke.

A Rákosi korszakban budapesti lakásából kitelepítették.
 
1960. június 1-jén halt meg Budapesten. Vele kihalt a Khuen-Héderváry család.

## A család címere
Harántirányban álló két címerpajzs.

A jobb oldali pajzson a Belasi, Lichtenbergi és Gandeggi gróf Khuen család  címere.

Első és negyedik mezője ezüsttel, vörössel vágott. Rajta balra ágaskodó oroszlán. A felső ezüst mezőben vörös, az alsó vörös mezőben ezüst az oroszlán.

A második és harmadik mezőben vörös alapon zöld domb rajta ezüst bástya, alul vörös nyílású kapu, ezüst ajtókkal.
 
A címerpajzson két arany rostélyos ezüst sisak, rajtuk arany korona. Sisakdiszek: A jobb oldali koronán vörössel és ezüstel vágott dombon balra forduló, ágaskodó, vörössel és arannyal vágott oroszlán. A bal oldali koronán balra forduló vörös szárny, előtte ezüst bástya.

Takarók: vörös-ezüst.

A bal oldali pajzson a Loósi és Hédervári gróf Viczay család címere.

Első és negyedik mezőjében arany alapon lebegő arany korona. A koronán fekete balra forduló szárny arany lábbal. Az Osl nemzetség ősi címere.

A második és harmadik mezőben vörös mezőben három ezüst pólya.
Bár több leírásban is a Hédervári család címereként említik, de ez nem igaz.

A címerpajzson két arany rostélyos ezüst sisak, rajtuk korona. Sisakdiszek: A jobb oldali koronán deréktól növekedő jobbra néző vörös ruhás és sapkás kéz nélküli férfi van. A bal oldali koronán balra forduló fekete szárny ezüst lábbal.

Takarók: vörös-ezüst, fekete-arany.